# 中之條町
中之條町（日语：／ Nakanojō machi */?）是群馬縣西北部，吾妻郡的一町。是吾妻郡的行政、經濟、文化中心。人口也是吾妻郡內最大。